# Flux de dades
En informàtica, un flux de dades (en anglès stream) pot tenir diferents significats, però en tots aquests es refereix a una seqüència d'informació que va variant en el temps. Per aclarir-ne el funcionament, un flux de dades es pot interpretar com una cinta transportadora on els elements es van tractant d'un en un.

Flux de dades

- En Unix i altres sistemes basats en llenguatge C, un flux de dades és una font de dades, normalment en bytes o caràcters. Els fluxos de dades són unes abstraccions utilitzades tant en l'escriptura com en la lectura de fitxers, o també en la comunicació entre connexions de la xarxa. El fluxos de dades estàndards són tres corrents a disposició per tots els programes.
- Les pipelines (o canonades d'informació), poden ser també enteses com a fluxos de dades que entren de manera il·limitada i continuada per un dispositiu.
- En el llenguatge de programació Scheme, s'entén que un flux de dades és una seqüència de dades d'avaluació tardana o retardada fins que se'n requereixi l'ús. El flux s'utilitza de manera similar a una llista, però més tard els elements només es calculen quan es necessitin. Es poden representar els fluxos de dades com seqüències infinites d'informació a processar.
- En l'estàndard de la llibreria de Smalltalk, un flux de dades és una variable iteradora externa amb la qual tractar. Igual que en Scheme, pot representar una seqüència tan finita com infinita de termes.
- En el processament de flux de dades (stream), especialment en processament gràfic, l'ús del terme ‘flux de dades' s'aplica tant en el programari com en el maquinari. Defineix el corrent continu d'informació que és processada en la programació del llenguatge que utilitza el flux de dades (dataflow), tan aviat com el mateix programa observa la condició d'inici del flux.
- Els sistemes d'arxius (filesystem) poden guardar múltiples corrents de dades independents com un únic fitxer. Només hi ha un flux (stream) principal que constitueix els fitxers d'informació estàndards. Els fluxos addicionals es poden utilitzar per emmagatzemar icones, sumaris i indexar informació, etc.